# Michal Hrůza
Michal Hrůza (Turnov, 1971. augusztus 31. –) cseh rockzenész, gitáros, énekes, zeneszerző, szövegíró alapító tagja a Ready Kirken(cs) együttesnek. 

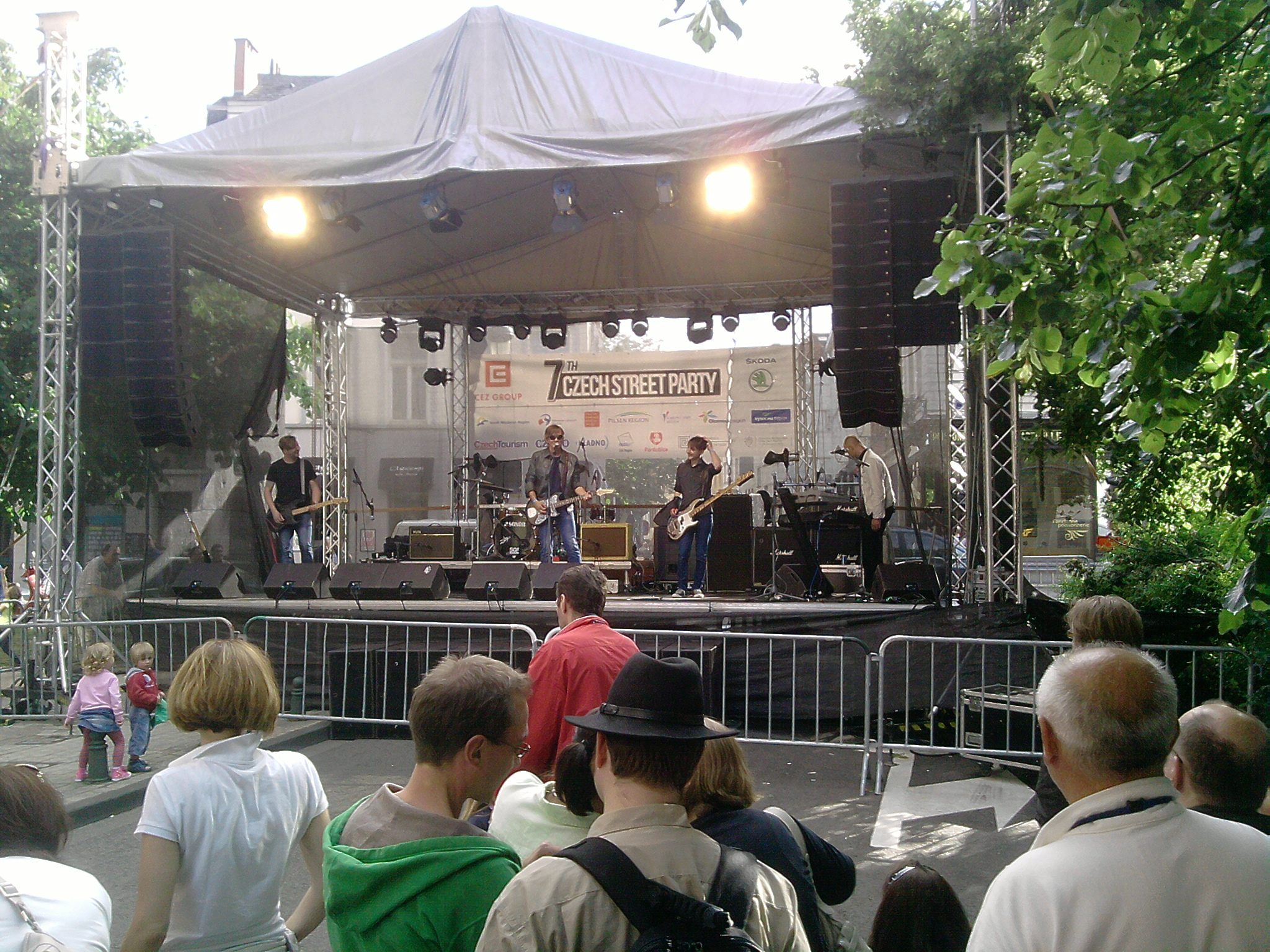
Michal Hrůza koncert a 7. Czech Street Party-n Brüsszelben - 2013-06-14.

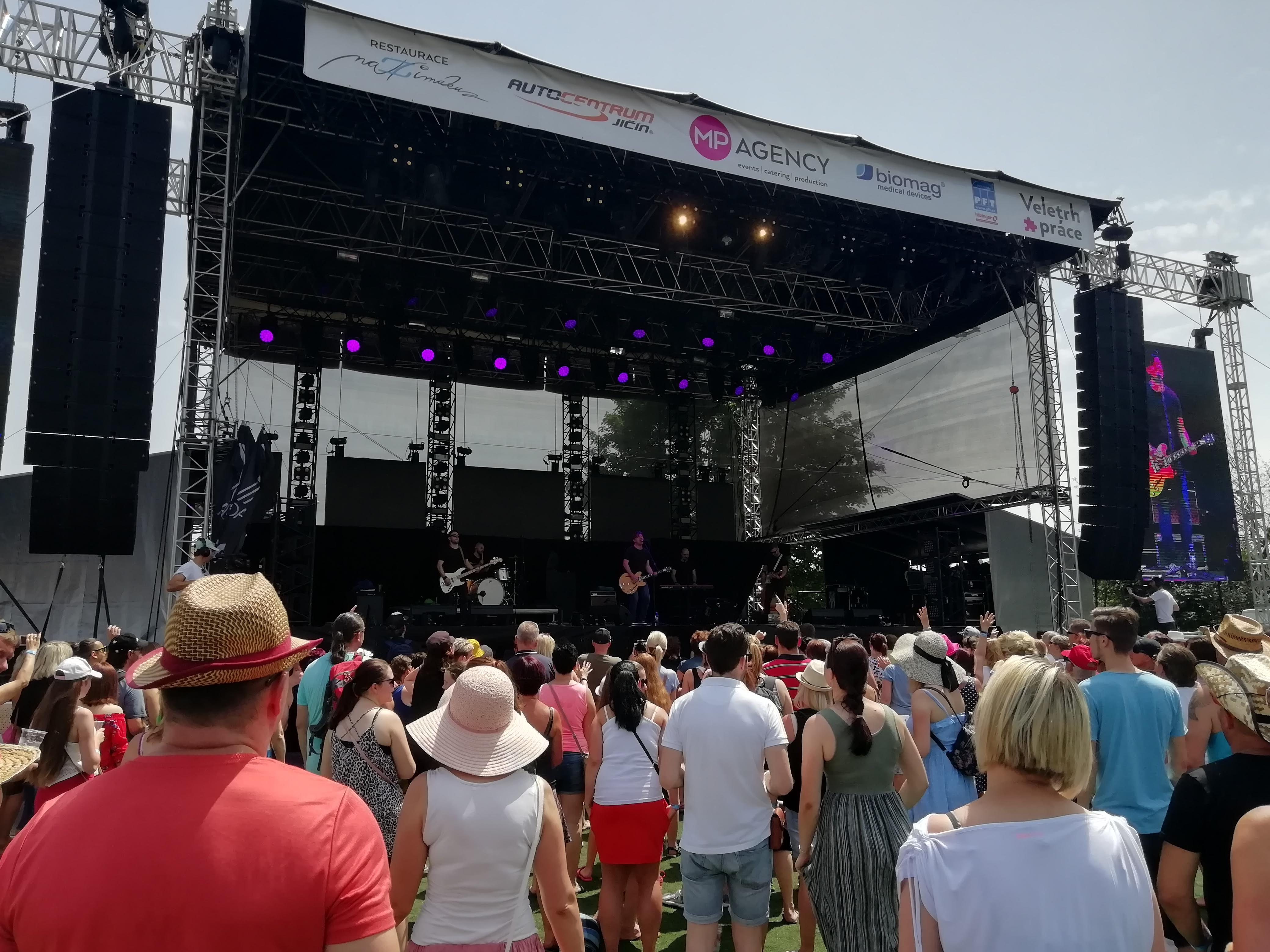
Michal Hrůza koncert Jičínben - 2019-06-15.

## Életpályája
Michal Hrůza Csehszlovákiában született 1971-ben. Zenéléssel iskolás éveiben kezdet foglalkozni és 1986-ban csatlakozott az ottani tornateremben gyakorló zenekarhoz és emellett fő szerepet vállalt az iskolai amatőr színjátszó csoportban is.
Diplomája megszerzése után megalakította a BramBory punk-rock együttest 1990-ben majd a 51. Chvíle  hard-rock zenekart. 1993-ban Pardubicebe költözött, ahol három évig játszott  az  Anachronic együttesben.
1996-ban megalapította a Ready Kirken zenekart,(akivel öt albumot készített, amin több mint ötven dalnak és dalszövegnek a szerzője. Az Aneta Langerová(cs) előadásában a Voda živá byla album a 2005-ben és 2006-ban nagy siker volt.) Az ezt követő időszakban a zenekar szerény sikereket ért el. A folytatásban Chinaski cseh rockbandával együttműködve számos albumot rögzített. Ekkor már belső feszültségek nagy számban voltak jelen, és egy új felállású zenekarral dolgozik tovább. 2000-ben sajnos ismét belső problémák léptek fel az új zenekarban, és 2005-ben Michal Hrůza új lehetőségeket kezd keresni. Első nagy áttörésére egy televíziós  dalszerző tehetségkutató valóságshow-ban került sor a Pop Idol  a cseh nyitó változatában lett győztes. 2006-ban a távozásakor már látni lehet a Ready Kirken végét.
2006-ban elhagyta az együttest, és új  zenekart alapított KAPELA HRŮZY néven. Már ezzel a zenekarral készítette a Bílá velryba (2007), Napořád (2009) és a Noc (2012) albumokat. Filmzenét írt a Lidice (2011) és a Martin a Venuše (2012) című filmek számára. A szerzője számos televíziós filmdalnak (jingles-nek) (Vyprávěj, Mazalové, Mistr E - sorozatok).

## Egészségi állapot
A 2014 július 17-én, egy csetepaté folyamán az  ostravai Stodolní Street-nél súlyos fejsérülést szenvedett. A sérülés következményeként kíséri-bevérzés keletkezett az agyában, ami után elvesztette az eszméletét. Az ostravai városi kórházba került és a sérülés napjától július 30.-ig volt mesterséges altatásban. Ostravában néhány diákot őrizetbe vettek súlyos testi sértés gyanújával, amelyik tett 5-12 év közötti börtön büntetéssel fenyeget. A fiatalokat, akiknek a verekedését az énekes meg akarta akadályozni, zsarolással és a huliganizmussal vádolták, és később őrizetbe vették.

## Diszkográfia
- Ready Kirken (1996)
- Vlny (2001)
- Čekal jsem víc (2002)
- Krasohled (2004)
- Asi se něco děje (2006)
- 12 NEJ (2006)

(Michal Hrůza a KAPELA HRŮZY zenekar)
- Bílá velryba (2007)
- Napořád (2009)
- Lidice (2011) - filmzene
- Noc (2012)
- Martin a Venuše (2012) - filmzene
- Den (2014)
- píseň k filmu Zakázané uvolnění (2014)
- Padesátka - a film főcím dal "padesátka" (2015)

## Fordítás
Ez a szócikk részben vagy egészben a Michal Hrůza című cseh Wikipédia-szócikk ezen változatának fordításán alapul.  Az eredeti cikk szerkesztőit annak laptörténete sorolja fel. Ez a jelzés csupán a megfogalmazás eredetét és a szerzői jogokat jelzi, nem szolgál a cikkben szereplő információk forrásmegjelöléseként.